# Maggot Shoes
Maggot Shoes (engl. für Madenschuhe) ist eine Deathgrind-Band aus Nürnberg, Deutschland. 

## Geschichte
Maggot Shoes wurde 1993 von Alex (E-Bass, Gesang) und Kevin (Gitarre, Gesang) gegründet. Der Stil orientierte sich zunächst an der Musikrichtung Grind/Noisecore. Nach einer Reihe von Besetzungswechseln – Sven (Schlagzeug), Marco (Schlagzeug), Stephan (Gitarre), Oliver (Schlagzeug), Marc (Gesang) und Marcel "Maisi" (Gesang) schieden aus – änderte sich der Stil in Richtung Old School Death/Grind. Seit 2010 spielt die Band in unveränderter Besetzung.

## Diskografie
- 1996: Natural Born Pussy (Demo)
- 1996: Another N.B.P. (Split-7″ mit Anal Massaker)
- 1997: Enjoy / Life (Tape, CD)
- 1998: Maggots Live (Split Tape mit Inhumate)
- 1998: Smile Honey Baby (Split-7″ mit Depression)
- 1999: Aberration (CD Compilation)
- 2000: Morbid Erotic (Split-7″ mit Monolith)
- 2003: F.F. Roy (Split-7″ mit Embalming Theatre)
- 2006: A Shoe Full of Maggots (Album, MSSM Recordings)
- 2008: [f]EAR tERRORism (Album, FDA Rekotz)
- 2012: Demo 2012 (Mini-CD)